# Fuerte Willoughby
Fuerte Willoughby (anteriormente Batería del Príncipe Federico) es un fuerte histórico en la Isla Hassel en las Islas Vírgenes de los Estados Unidos .
El fuerte fue construido en 1777-1780 por los daneses, quienes originalmente lo llamaron Batería del Príncipe Federico.Durante ese tiempo, la isla Hassel formaba parte de las Indias Occidentales Danesas. Durante su primera ocupación de las Indias Occidentales Danesas (1801-1802), los británicos se apoderaron del fuerte y lo rebautizaron como Fuerte Willoughby. Los británicos volvieron a utilizar el fuerte durante su segunda ocupación de las Indias Occidentales Danesas (1807-1815).
Originalmente, el fuerte constaba de un parapeto, una plataforma de armas, un cuartel, y un almacén, además de una cocina, una cisterna y un retrete. Hoy en día, los restos del fuerte están formados por los restos del polvorín, el cuartel y la cisterna. 
Fuerte Willoughby está protegido dentro del Parque Nacional de las Islas Vírgenes.Contribuye al distrito histórico de la Isla Hassel,que figura en el Registro Nacional de Lugares Históricos desde 1976.  